# Хранитель времени (фильм)
«Хранитель времени» (англ. Hugo, рус. Хьюго) — приключенческий фильм режиссёра Мартина Скорсезе по мотивам книги Брайана Селзника «Изобретение Хьюго Кабре». Мировая премьера картины состоялась 23 ноября 2011 года. В СНГ фильм вышел на экраны 5 января 2012 года.
Фильм стал обладателем премии «Золотой глобус» за лучшую режиссёрскую работу, которая была вручена Мартину Скорсезе, и получил 11 номинаций на премию «Оскар», в том числе в категориях «Лучший фильм», «Лучшая режиссёрская работа» (Мартин Скорсезе), «Лучший адаптированный сценарий» (Брайан Селзник, Джон Логан) и «Лучшая музыка» (Говард Шор), в 5 из которых выиграл («Лучшая операторская работа», «Лучшие декорации», «Лучший звук», «Лучший монтаж звука», «Лучшие визуальные эффекты»).

## Сюжет
Париж, Вокзал Монпарнас, 1931 год. В сцене, открывающей фильм, 12-летний мальчик Хьюго Кабре (Эйса Баттерфилд) наблюдает за магазином игрушек, которым владеет пожилой Жорж Мельес (Бен Кингсли). Мальчик пытается украсть механическую мышь, но за этим его застаёт Мельес. Он просит вывернуть один карман, Хьюго его выворачивает, а Мельес забирает все детали, которые тот украл ранее. Мельес пытается узнать, зачем мальчику понадобились предметы из его магазина и просит показать содержимое второго кармана. Хьюго показывает ему свой блокнот, где были размещены рисунки автоматона и заметки по его ремонту. Разгневанный Мельес забирает блокнот и кричит на мальчика, подозревая того в том, что он украл и его. На крик прибегает станционный смотритель Густав (Саша Барон Коэн) со служебной собакой, но после продолжительной погони ему не удаётся схватить Хьюго.

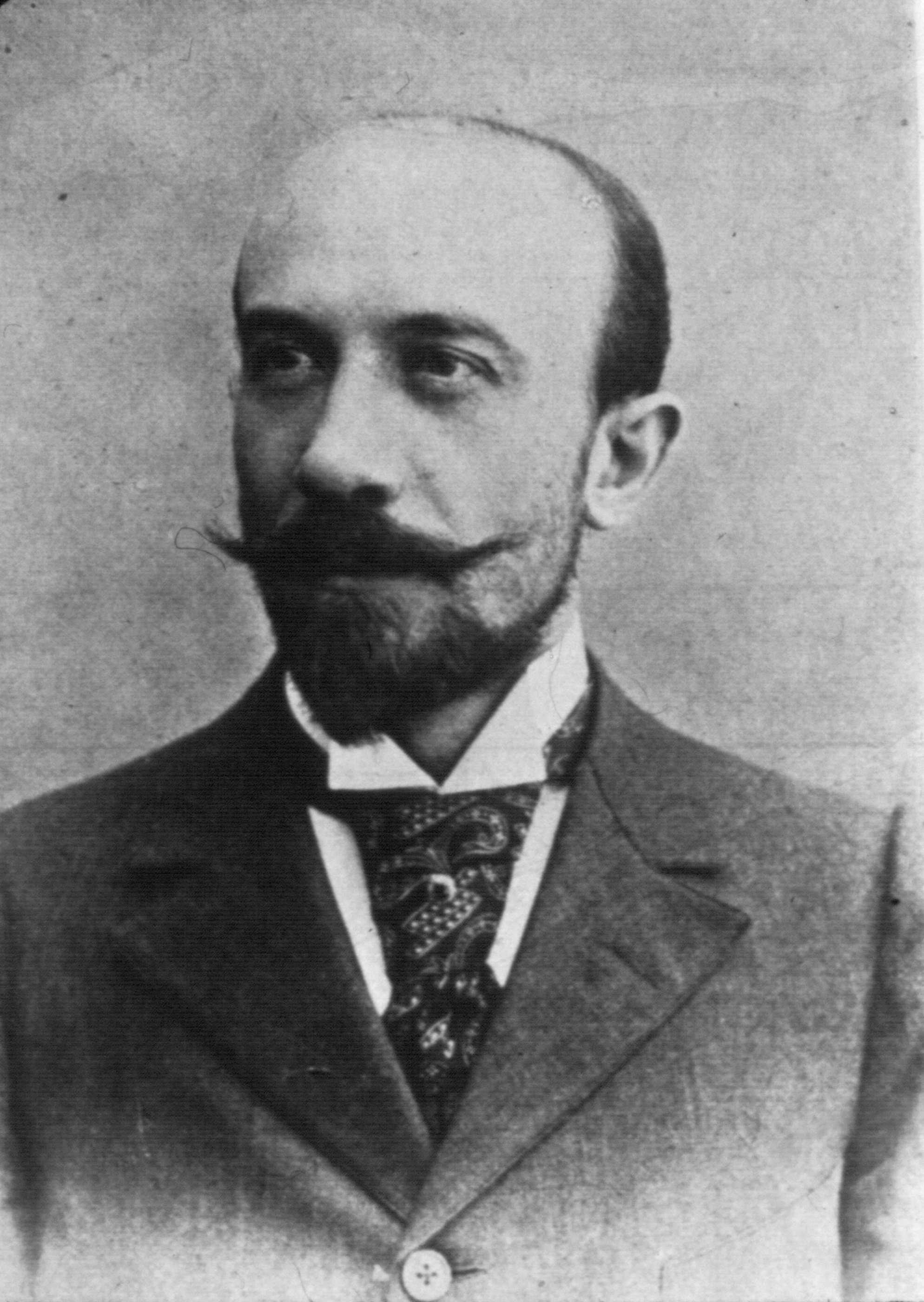
Жорж Мельес, фотография 1890 года

Тем же вечером Хьюго возвращается к Мельесу, чтобы вернуть свой блокнот. Мужчина отказывается, грозясь отправить мальчика в кабинет станционного смотрителя. Хьюго не разочаровывается и следует за ним по пятам до самого дома. Видя в окне квартиры девочку Изабель (Хлоя Морец), он обращает на себя её внимание и, когда она выходит на улицу, мальчик убеждает её проследить за тем, чтобы Мельес не сжёг блокнот.
Придя домой, Хьюго смотрит на автоматона и вспоминает отрывки из прошлого. Действие фильма переносится на несколько лет назад: мальчик живёт с отцом, его мать умерла при родах; отец Хьюго (Джуд Лоу), добрый и преданный часовщик, показывает сыну найденного им в музее и никому там не нужного сломанного автоматона (механическую куклу), когда-то умевшего писать. Отец мальчика погибает во время пожара в музее, в котором он работал, так и не сумев восстановить устройство. Клод Кабре (Рэй Уинстон), дядя Хьюго, страдающий алкоголизмом, забирает его жить к себе. Воспоминания мальчика заканчиваются.
Хьюго не теряет надежды и снова навещает Мельеса, который сдаётся и отдаёт ему платок, в который был завёрнут пепел, оставшийся от блокнота. Подавленный Хьюго бросается бежать и встречает Изабель, которая вытирает его слёзы и берёт мальчика с собой в библиотеку, где всем заправляет месье Лабисс (Кристофер Ли). Там Изабель признаётся, что Мельес не сжигал блокнот, а притворился, чтобы оставить его себе. Хьюго возвращается к старику, но тот стоит на своём и предлагает ему починить механическую мышь, которую тот сломал незадолго до этого. Хьюго успешно восстанавливает сломанную игрушку и старик говорит ему, что юноша должен будет каждый день приходить к нему в магазин и выполнять любую работу, которую Мельес ему даст.
При общении Хьюго узнаёт, что Изабель ни разу в своей жизни не смотрела художественный фильм. Они пробираются в кинотеатр и смотрят немую ленту Фреда Ньюмейера и Сэма Тейлора «Наконец в безопасности!». Во время кульминационного момента картины их обнаруживает работник кинотеатра и выкидывает детей на улицу. По дороге на вокзал Изабель признаётся Хьюго, что её родителей также нет в живых. На вокзале их замечает станционный смотритель, но Изабель, притворившись кузиной Хьюго, выручает его из беды. Мальчик замечает ключ в форме сердца, выпавший у Изабель, который нужен ему для завода автоматона. Он просит его у неё, но она отказывается, требуя узнать, зачем ему ключ. Хьюго ведёт девочку в свой тайник, где спрятан автоматон, и объясняет, что ключ нужен ему для запуска механизма. Изабель отдаёт ему ключ, Хьюго вставляет его в отверстие и автоматон оживает, начав писать на листе бумаги непонятные линии и случайные буквы. Через несколько минут автоматон заканчивает свою работу и дети видят, что он нарисовал Луну, в которую попал полый снаряд. Хьюго понимает, что автоматон изобразил кадр из фильма «Путешествие на Луну» — кинокартины, которую отец Хьюго посмотрел, ранее не видев ни одной художественной ленты. Последним штрихом автоматона стала подпись Жоржа Мельеса, выведенная прямо под рисунком.
Недоумевая, в чём дело, дети направились к жене Мельеса, Жанне (Хелен Маккрори), которая, едва увидев рисунок, сказала Хьюго, чтобы тот ни при каких обстоятельствах не показывал его Мельесу. Жанна уводит детей в другую комнату, после чего Мельес приходит домой. Хьюго и Изабель находят тайник старика в шкафу, но под Изабель ломается стул и на шум прибегает Мельес, который в гневе рвёт часть своих эскизов, выпавших из найденной коробки. Он плачет, и Хьюго, воспользовавшись замешательством, покидает дом. На входе в вокзал мальчик сталкивается с месье Лабиссом, который дарит ему книгу Александра Дюма «Робин Гуд в изгнании».
Желая больше узнать о возникновении кинематографа, на следующий день Хьюго и Изабель отправляются в библиотеку киноакадемии, где изучают книгу Рене Табарда (Майкл Стулбарг) «Изобретение мечты: История первых фильмов». Из книги дети узнают, что Жорж Мельес когда-то был кинорежиссёром, скончавшимся ещё во время Первой мировой войны. Автор книги не верит детям, когда они утверждают, что Мельес жив, и ведёт их в специальную комнату, где собраны различные предметы из жизни режиссёра. Там Табард показывает им единственную уцелевшую плёнку с одним из фильмов Мельеса.

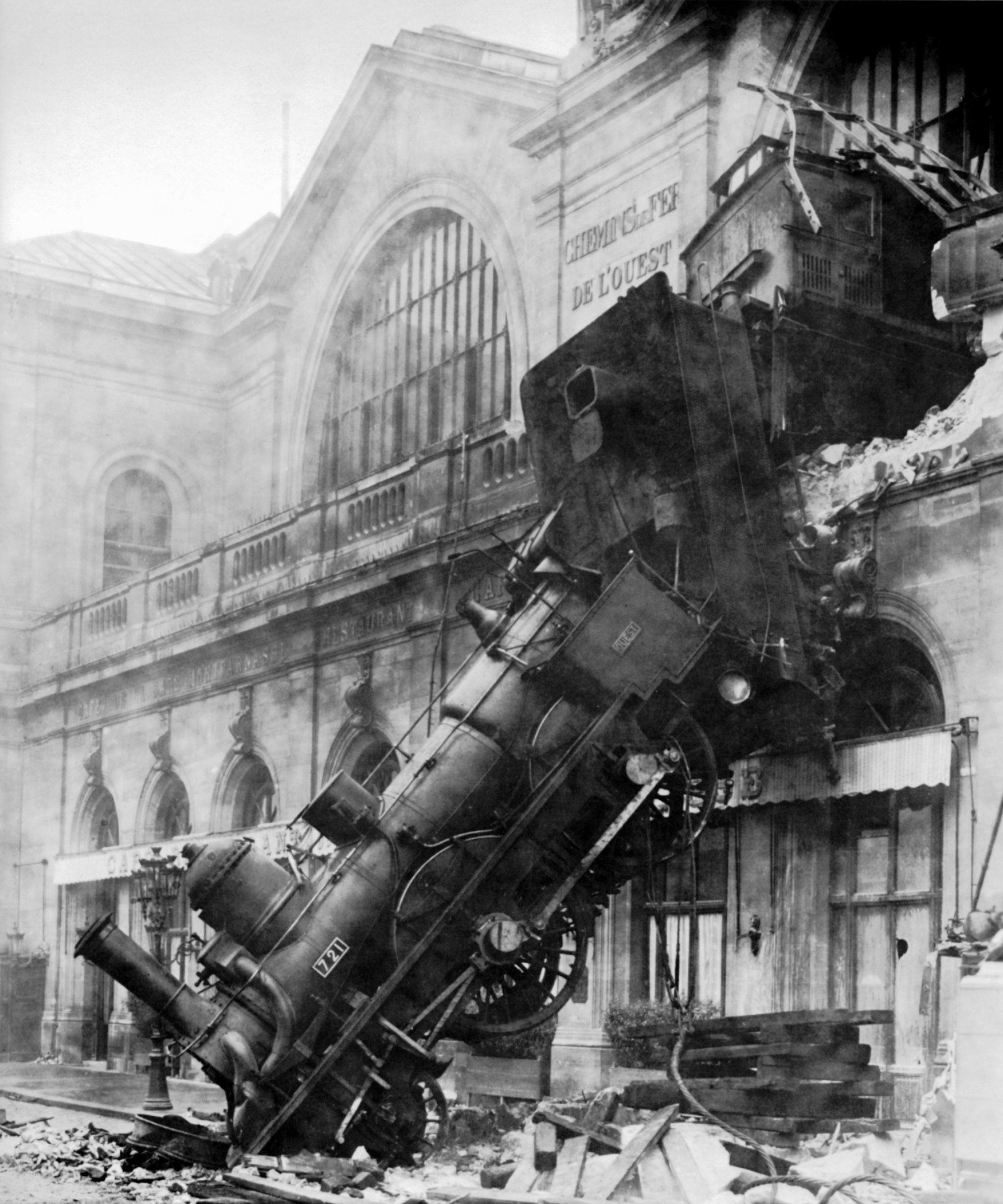
Крушение поезда на вокзале Монпарнас — один из кошмаров, которые снятся Хьюго

Ночью Хьюго долго не может уснуть, ему снятся кошмары. Сцена одного из них воспроизводит реальное крушение поезда на вокзале Монпарнас, которое произошло 22 октября 1895 года.
Под утро полицейские Парижа находят мёртвым дядю Хьюго — Клода Кабре. Хьюго, Изабель и Рене Табард посещают дом Мельеса, но Жанна просит их уйти. Она признаётся, что ранее была актрисой и играла исключительно в фильмах своего мужа. Табард показывает плёнку с фильмом Мельеса «Путешествие на Луну». За просмотром их застаёт сам режиссёр, который рассказывает присутствующим о своём прошлом: работе фокусником, разработке собственного автоматона, первом знакомстве с кинематографом, постройке своей киностудии и съёмках фильмов. По словам Мельеса, он оставил свою основную работу из-за войны, так как людей перестало интересовать кино. После неё дела не пошли, Мельес не смог платить актёрам и поддерживать жизнь студии. В отчаянии он сжёг все декорации и костюмы, а из-за отсутствия достаточных финансовых средств ему пришлось продать все свои фильмы компании, перерабатывающей плёнки. На эти деньги Мельес открыл небольшой киоск на вокзале Монпарнас и начал зарабатывать на жизнь продажей игрушек. Единственной вещью, которую Мельес не сжёг, был автоматон — Мельес отдал его в местный музей, где его и нашёл отец Хьюго.
Желая вернуть автоматон Мельесу, Хьюго говорит, что скоро вернётся, выбегает из дома и бежит снова на вокзал. На вокзале мальчика всё же ловит станционный смотритель и сажает его в клетку, но он сбегает и оттуда. Между ними происходит непродолжительная погоня, после которой Хьюго оказывается висящим на стрелке больших вокзальных часов. Густав теряет мальчика из виду и уходит, забрав с собой собаку.
Хьюго забирает автоматон из тайника, но смотритель снова пытается загнать его в клетку, однако ему мешает Мельес, который вовремя приходит мальчику на помощь.
Хьюго и Изабель присутствуют на торжественном вечере в кинотеатре, посвящённом Жоржу Мельесу и его творчеству; в своей речи режиссёр благодарит Хьюго и показывает зрителям большинство своих фильмов.
В последней сцене фильма звучит закадровый голос Изабель, которая рассказывает о том, что она благодарна судьбе за то, что встретила мальчика по имени Хьюго Кабре.

## В ролях
| Актёр             | Роль                   |
| ----------------- | ---------------------- |
| Эйса Баттерфилд   | Хьюго Кабре            |
| Хлоя Морец        | Изабель                |
| Бен Кингсли       | Жорж Мельес            |
| Саша Барон Коэн   | инспектор Гюстав Дасте |
| Хелен Маккрори    | мама Жанна             |
| Майкл Стулбарг    | Рене Табард            |
| Эмили Мортимер    | Лисетт                 |
| Кристофер Ли      | месье Лабисс           |
| Фрэнсис де ла Тур | мадам ЭмиРи            |
| Ричард Гриффитс   | месье Фрик             |
| Джуд Лоу          | отец Хьюго             |
| Рэй Уинстон       | дядя Клод              |

## Съёмки
Прототипами автоматона, использованного в фильме, являются робот, созданный семьёй Жаке-Дро,
а также автоматон, созданный швейцарским часовщиком Анри Майарде, которого сценарист фильма Брайан Селзник увидел во Франклинском институте, город Филадельфия.

## Отзывы

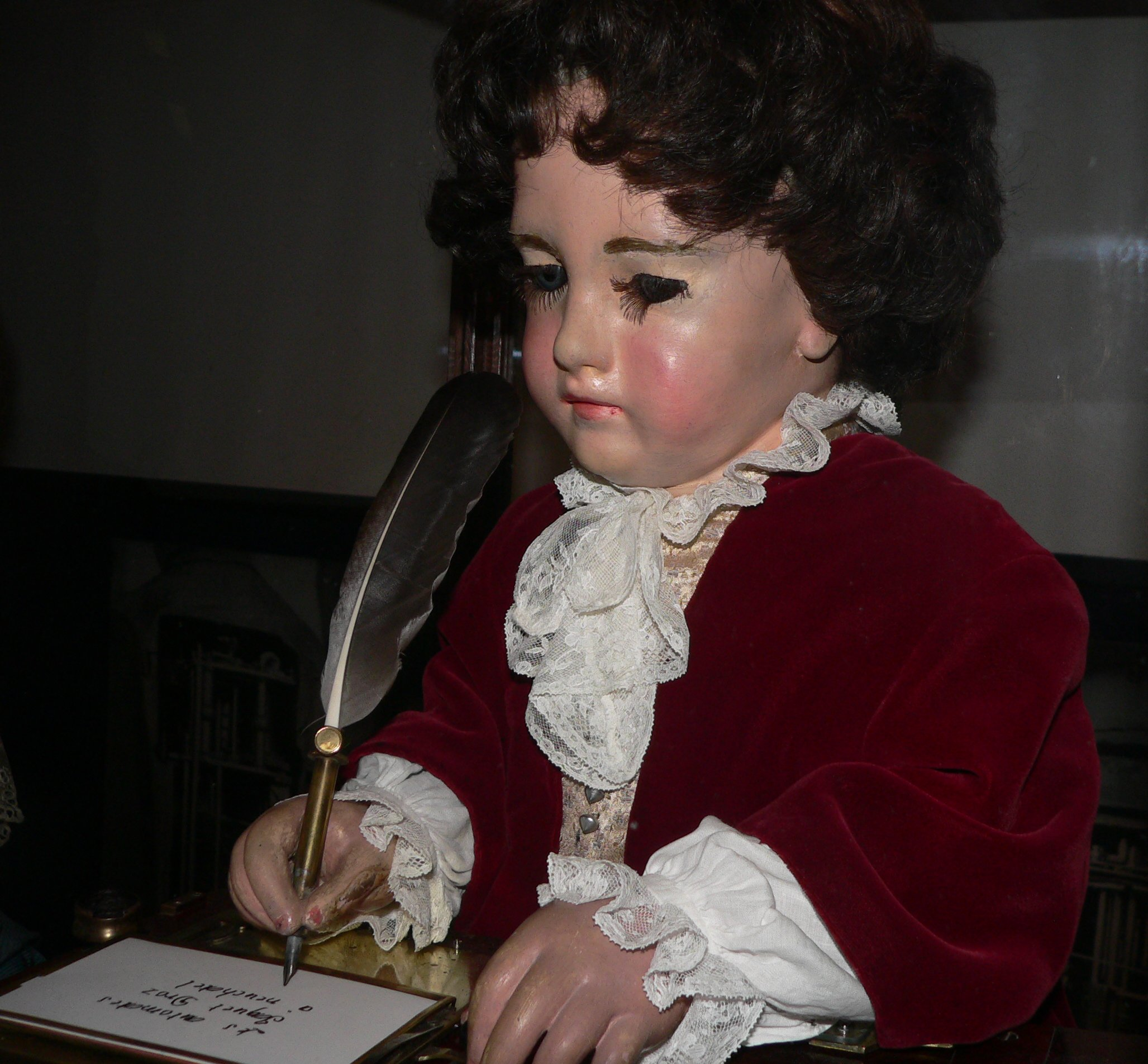
Автоматон семьи Жаке Дро, послуживший прототипом для механизма, использованного в фильме

Фильм в целом получил положительные отзывы в прессе. Лайам Лейси из канадской газеты Globe and Mail посчитал работу Скорсезе не только «шикарно проиллюстрированным уроком по истории кино», но и «лучшим аргументом в пользу 3D со времени выхода фильма „Аватар“».
Ричард Рёпер назвал «Хранителя времени» одним из самых волшебных киновпечатлений десятилетия, а Роджер Эберт — «вероятно, самым близким сердцу режиссёра фильмом» за всю долгую карьеру Скорсезе.
Валерия Кичина («Российская газета») не впечатлил ни сам фильм, ни его «топорный» дубляж («персонажи говорят редкостно неестественными приторными голосами»), ни использование техники 3D («изобразительный брак»). По его мнению, это «красивая, но затянутая, аморфная, бессильная и никуда не движущаяся картина».
Как полагает рецензент издания Газета.Ru, «трёхмерный мир вокзала безжизненно декоративен», а «паточная благостность лиц исполнителей» вызывает только отторжение.
На онлайн-агрегаторе Rotten Tomatoes собрано 228 рецензий, из которых 93 % — положительные.
На Metacritic рейтинг картины составил 83 баллов из 100 на основе 41 обзора.

## Награды и номинации
| Премия                                 | Дата церемонии  | Категория                              | Лауреаты и номинанты                                    | Итог      |
| -------------------------------------- | --------------- | -------------------------------------- | ------------------------------------------------------- | --------- |
| Национальный совет кинокритиков США    | 1 декабря 2011  | «Лучший фильм»                         |                                                         | Победа    |
| Национальный совет кинокритиков США    | 1 декабря 2011  | «Лучшая режиссёрская работа»           | Мартин Скорсезе                                         | Победа    |
| Ассоциация кинокритиков Вашингтона     | 5 декабря 2011  | «Лучший фильм»                         |                                                         | Номинация |
| Ассоциация кинокритиков Вашингтона     | 5 декабря 2011  | «Лучшая режиссёрская работа»           | Мартин Скорсезе                                         | Победа    |
| Ассоциация кинокритиков Вашингтона     | 5 декабря 2011  | «Лучшая операторская работа»           | Роберт Ричардсон                                        | Номинация |
| Ассоциация кинокритиков Вашингтона     | 5 декабря 2011  | «Лучший актёрский состав»              |                                                         | Номинация |
| Ассоциация кинокритиков Вашингтона     | 5 декабря 2011  | «Лучший адаптированный сценарий»       | Джон Логан                                              | Номинация |
| Ассоциация кинокритиков Вашингтона     | 5 декабря 2011  | «Лучшая музыка»                        | Говард Шор                                              | Номинация |
| Ассоциация кинокритиков Вашингтона     | 5 декабря 2011  | «Лучшая работа художника-постановщика» | Данте Ферретти                                          | Победа    |
| Общество кинокритиков Бостона          | 11 декабря 2011 | «Лучший фильм»                         |                                                         | Номинация |
| Общество кинокритиков Бостона          | 11 декабря 2011 | «Лучшая режиссёрская работа»           | Мартин Скорсезе                                         | Победа    |
| Общество кинокритиков Бостона          | 11 декабря 2011 | «Лучшая операторская работа»           | Роберт Ричардсон                                        | Номинация |
| Общество кинокритиков Бостона          | 11 декабря 2011 | «Лучший монтаж»                        | Тельма Скунмейкер                                       | Номинация |
| Ассоциация кинокритиков Лос-Анджелеса  | 11 декабря 2011 | «Лучшая режиссёрская работа»           | Мартин Скорсезе                                         | Номинация |
| Ассоциация кинокритиков Лос-Анджелеса  | 11 декабря 2011 | «Лучшая работа художника-постановщика» | Данте Ферретти                                          | Победа    |
| Общество кинокритиков Хьюстона         | 14 декабря 2011 | «Лучшая операторская работа»           | Роберт Ричардсон                                        | Номинация |
| Общество кинокритиков Сан-Диего        | 14 декабря 2011 | «Лучший фильм»                         |                                                         | Номинация |
| Общество кинокритиков Сан-Диего        | 14 декабря 2011 | «Лучшая режиссёрская работа»           | Мартин Скорсезе                                         | Номинация |
| Общество кинокритиков Сан-Диего        | 14 декабря 2011 | «Лучшая операторская работа»           | Роберт Ричардсон                                        | Номинация |
| Общество кинокритиков Сан-Диего        | 14 декабря 2011 | «Лучший адаптированный сценарий»       | Джон Логан                                              | Номинация |
| Общество кинокритиков Сан-Диего        | 14 декабря 2011 | «Лучшая музыка»                        | Говард Шор                                              | Номинация |
| Общество кинокритиков Сан-Диего        | 14 декабря 2011 | «Лучший монтаж»                        | Тельма Скунмейкер                                       | Номинация |
| Общество кинокритиков Сан-Диего        | 14 декабря 2011 | «Лучшая работа художника-постановщика» | Данте Ферретти                                          | Победа    |
| Общество кинокритиков Детройта         | 16 декабря 2011 | «Лучший фильм»                         |                                                         | Номинация |
| Общество кинокритиков Детройта         | 16 декабря 2011 | «Лучшая режиссёрская работа»           | Мартин Скорсезе                                         | Номинация |
| Премия «Спутник»                       | 18 декабря 2011 | «Лучший фильм»                         |                                                         | Номинация |
| Премия «Спутник»                       | 18 декабря 2011 | «Лучшая режиссёрская работа»           | Мартин Скорсезе                                         | Номинация |
| Премия «Спутник»                       | 18 декабря 2011 | «Лучшая операторская работа»           | Роберт Ричардсон                                        | Номинация |
| Премия «Спутник»                       | 18 декабря 2011 | «Лучшие визуальные эффекты»            |                                                         | Победа    |
| Премия «Спутник»                       | 18 декабря 2011 | «Лучшая работа художника-постановщика» | Данте Ферретти                                          | Номинация |
| Ассоциация кинокритиков Чикаго         | 19 декабря 2011 | «Лучший фильм»                         |                                                         | Номинация |
| Ассоциация кинокритиков Чикаго         | 19 декабря 2011 | «Лучшая режиссёрская работа»           | Мартин Скорсезе                                         | Номинация |
| Ассоциация кинокритиков Чикаго         | 19 декабря 2011 | «Лучшая операторская работа»           | Роберт Ричардсон                                        | Номинация |
| Ассоциация кинокритиков Чикаго         | 19 декабря 2011 | «Лучший адаптированный сценарий»       | Джон Логан                                              | Номинация |
| Ассоциация кинокритиков Чикаго         | 19 декабря 2011 | «Лучшая музыка»                        | Говард Шор                                              | Номинация |
| Национальное общество кинокритиков США | 7 января 2012   | «Лучшая режиссёрская работа»           | Мартин Скорсезе                                         | Номинация |
| Национальное общество кинокритиков США | 7 января 2012   | «Лучшая операторская работа»           | Роберт Ричардсон                                        | Номинация |
| Выбор критиков                         | 13 января 2012  | «Лучший фильм»                         |                                                         | Номинация |
| Выбор критиков                         | 13 января 2012  | «Лучшая режиссёрская работа»           | Мартин Скорсезе                                         | Номинация |
| Выбор критиков                         | 13 января 2012  | «Лучшая операторская работа»           | Роберт Ричардсон                                        | Номинация |
| Выбор критиков                         | 13 января 2012  | «Лучший молодой актёр/актриса»         | Эйса Баттерфилд                                         | Номинация |
| Выбор критиков                         | 13 января 2012  | «Лучший адаптированный сценарий»       | Джон Логан                                              | Номинация |
| Выбор критиков                         | 13 января 2012  | «Лучшие визуальные эффекты»            |                                                         | Номинация |
| Выбор критиков                         | 13 января 2012  | «Лучшая музыка»                        | Говард Шор                                              | Номинация |
| Выбор критиков                         | 13 января 2012  | «Лучший дизайн костюмов»               | Сэнди Пауэлл                                            | Номинация |
| Выбор критиков                         | 13 января 2012  | «Лучший монтаж»                        | Тельма Скунмейкер                                       | Номинация |
| Выбор критиков                         | 13 января 2012  | «Лучшая работа художника-постановщика» | Данте Ферретти                                          | Победа    |
| Выбор критиков                         | 13 января 2012  | «Лучший звук»                          |                                                         | Номинация |
| Общество кинокритиков Невады           | 14 января 2012  | «Лучший фильм»                         |                                                         | Победа    |
| Общество кинокритиков Невады           | 14 января 2012  | «Лучшая режиссёрская работа»           | Мартин Скорсезе                                         | Победа    |
| Общество кинокритиков Невады           | 14 января 2012  | «Лучший актёр-ребёнок»                 | Эйса Баттерфилд                                         | Победа    |
| Золотой глобус                         | 15 января 2012  | «Лучший фильм — драма»                 |                                                         | Номинация |
| Золотой глобус                         | 15 января 2012  | «Лучшая режиссёрская работа»           | Мартин Скорсезе                                         | Победа    |
| Золотой глобус                         | 15 января 2012  | «Лучшая музыка»                        | Говард Шор                                              | Номинация |
| Лондонский кружок кинокритиков         | 19 января 2012  | «Лучшая операторская работа»           | Роберт Ричардсон                                        | Номинация |
| Лондонский кружок кинокритиков         | 19 января 2012  | «Лучшая работа художника-постановщика» | Данте Ферретти                                          | Номинация |
| BAFTA                                  | 12 февраля 2012 | «Лучшая режиссёрская работа»           | Мартин Скорсезе                                         | Номинация |
| BAFTA                                  | 12 февраля 2012 | «Лучшая операторская работа»           | Роберт Ричардсон                                        | Номинация |
| BAFTA                                  | 12 февраля 2012 | «Лучшая музыка»                        | Говард Шор                                              | Номинация |
| BAFTA                                  | 12 февраля 2012 | «Лучшие визуальные эффекты»            |                                                         | Номинация |
| BAFTA                                  | 12 февраля 2012 | «Лучший грим»                          | Морак Росс, Жан Арчибальд                               | Номинация |
| BAFTA                                  | 12 февраля 2012 | «Лучший дизайн костюмов»               | Сэнди Пауэлл                                            | Номинация |
| BAFTA                                  | 12 февраля 2012 | «Лучшая работа художника-постановщика» | Данте Ферретти, Франческа Ло Шиаво                      | Победа    |
| BAFTA                                  | 12 февраля 2012 | «Лучший монтаж»                        | Тельма Скунмейкер                                       | Номинация |
| BAFTA                                  | 12 февраля 2012 | «Лучший звук»                          | Филип Стоктон, Юджин Джерти, Том Флейхсман, Джон Миджли | Победа    |
| Оскар                                  | 26 февраля 2012 | «Лучший фильм»                         |                                                         | Номинация |
| Оскар                                  | 26 февраля 2012 | «Лучшая режиссёрская работа»           | Мартин Скорсезе                                         | Номинация |
| Оскар                                  | 26 февраля 2012 | «Лучшая операторская работа»           | Роберт Ричардсон                                        | Победа    |
| Оскар                                  | 26 февраля 2012 | «Лучший адаптированный сценарий»       | Джон Логан                                              | Номинация |
| Оскар                                  | 26 февраля 2012 | «Лучшая музыка»                        | Говард Шор                                              | Номинация |
| Оскар                                  | 26 февраля 2012 | «Лучшие визуальные эффекты»            |                                                         | Победа    |
| Оскар                                  | 26 февраля 2012 | «Лучшая работа художника-постановщика» | Данте Ферретти                                          | Победа    |
| Оскар                                  | 26 февраля 2012 | «Лучший дизайн костюмов»               | Сэнди Пауэлл                                            | Номинация |
| Оскар                                  | 26 февраля 2012 | «Лучший монтаж»                        | Тельма Скунмейкер                                       | Номинация |
| Оскар                                  | 26 февраля 2012 | «Лучший звук»                          |                                                         | Победа    |
| Оскар                                  | 26 февраля 2012 | «Лучший звуковой монтаж»               |                                                         | Победа    |

## Факты
Сцена, в которой персонажу Эйсы Баттерфилда Хьюго Кабре снится крушение паровоза, основана на реальном случае, произошедшем на парижском вокзале Монпарнас.